# Jeanine Mason
Jeanine Mason (født 14. januar 1991) er en amerikansk jazzdanser som vandt den amerikanske amatørdanserkonkurrence So You Think You Can Dance 2009.
Hendes første partner i konkurrencen var Phillip Chbeeb, som hun dansede med uge 1-5. I uge 5 røg Phillip ud.